# 疣背菱蟹
疣背菱蟹（学名：Parthenope tuberculosus）为菱蟹科菱蟹属的动物。在中国大陆，分布于广西、广东、海南岛等地，生活环境为海水，多生活于水深30米左右的具贝壳泥质海底。